# Evangelische Kirche (Emmershausen)

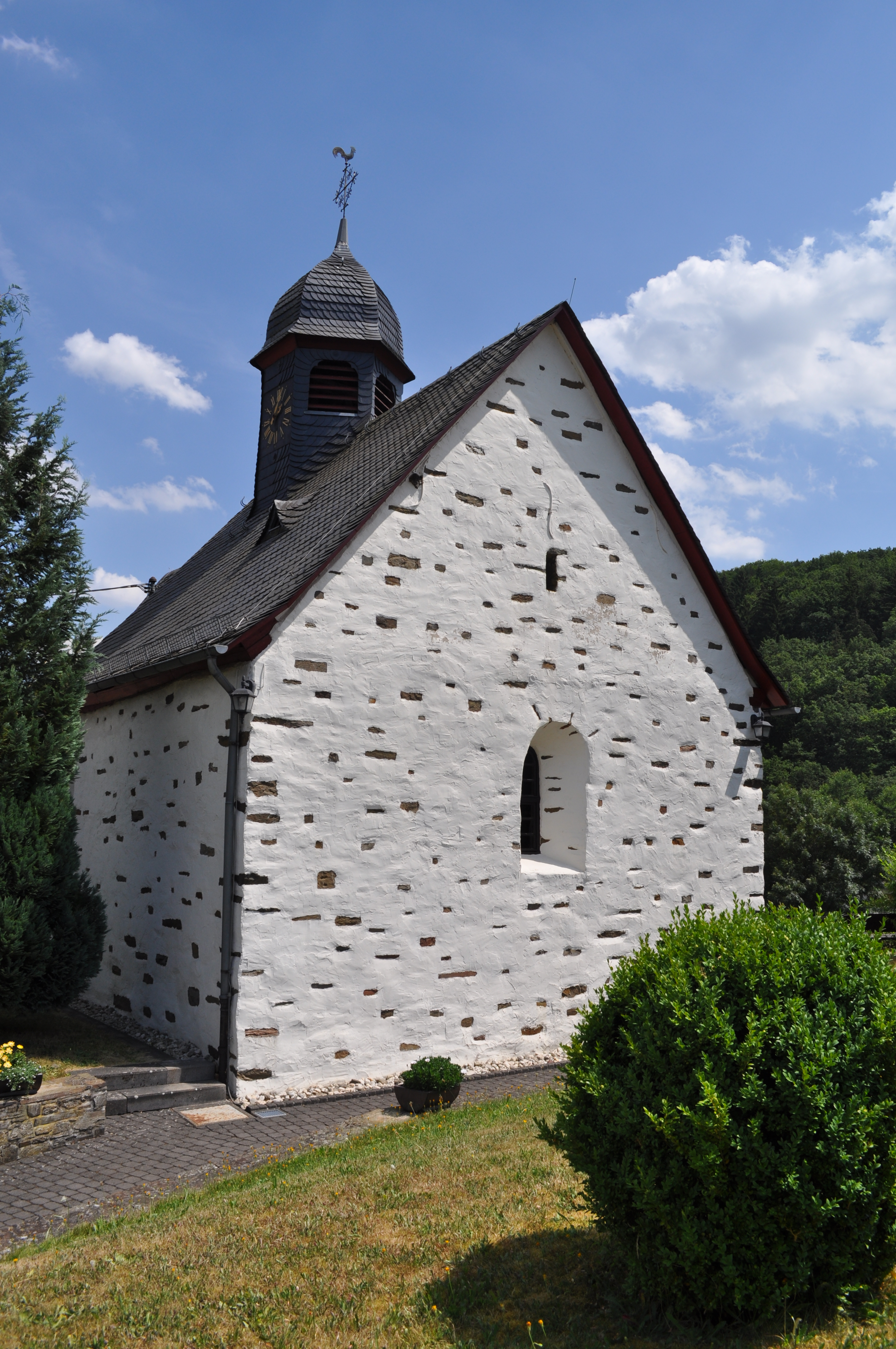
Evangelische Kirche (Emmershausen)

Die Evangelische Kirche Emmershausen ist ein denkmalgeschütztes Kirchengebäude, das in Emmershausen steht, einem Ortsteil der Gemeinde Weilrod im Hochtaunuskreis (Hessen). Die Kirchengemeinde gehört zum Dekanat Hochtaunus in der Propstei Rhein-Main der Evangelischen Kirche in Hessen und Nassau.

## Beschreibung
Der spätromanische Saalkirche aus geschlämmten Bruchsteinen besteht aus einem rechteckigen Kirchenschiff und einem etwas niedrigeren, quadratischen Chor im Osten. Das Portal befindet sich auf der Südseite des Kirchenschiffs, aus dessen Satteldach sich ein sechseckiger, mit einer glockenförmigen Haube bedeckter Dachreiter erhebt, hinter dessen Klangarkaden sich der Glockenstuhl verbirgt.
1608 erfolgte eine Instandsetzung, bei der die Fenster vergrößert wurden, und im Innenraum eine von hölzernen Stützen getragene Flachdecke eingezogen wurde. Aus dieser Zeit stammen auch die doppelstöckigen Emporen an den Längswänden und die Kanzel.

## Geschichte
Emmershausen pfarrte ursprünglich nach Langenbach. 1545 wurde Emmershausen Filialkirche von Rod an der Weil. Bis 1828 fanden Gottesdienste durch den Roder Pfarrer in Emmershausen statt. Danach wurde die Kirche – die im Besitz der Zivilgemeinde war – nicht mehr kirchlich genutzt. Der Bauzustand der Kirche wurde zunehmend schlechter, mehrmals wurde über einen Abriss gesprochen. 1951/1952 erfolgte eine Sanierung, 1964 ging die Kirche an die Kirchengemeinde über. Seitdem erfolgt wieder eine religiöse Nutzung.